# Seira (La Coruña)
Seira (llamada oficialmente San Lourenzo de Seira) es una parroquia y un lugar español del municipio de Rois, en la provincia de La Coruña, Galicia.

## Entidades de población
Entidades de población que forman parte de la parroquia:
- A Eirexa
- A Meana
- A Peroxa
- A Peruca
- Lamego
- O Casal
- O Cruceiro
- Seira

## Demografía

### Parroquia
| Gráfica de evolución demográfica de Seira (parroquia) entre 2000 y 2019 |
|                                                                         |
| Datos según el nomenclátor publicado por el INE.                        |

### Lugar
| Gráfica de evolución demográfica de Seira (lugar) entre 2000 y 2019 |
|                                                                     |
| Datos según el nomenclátor publicado por el INE.                    |